# Abbaye de Kamp
L’abbaye de Kamp est la première abbaye cistercienne fondée en Allemagne. Située dans la vallée du Rhin, en Rhénanie-du-Nord-Westphalie, elle est fondée au début du XIIe siècle, et sécularisée par les armées napoléoniennes en 1803.

## Toponymie et localisation
Le nom de Kamp vient du latin campus, exprimant tout simplement la localisation de l'abbaye dans un lieu jusqu'alors vierge. Ce lieu est situé sur le Kamper Berg, une petite colline dominant la plaine du Rhin, sur la rive gauche à une dizaine de kilomètres du fleuve, et au bord même du canal Fossa Eugeniana, commencé en 1626 et jamais achevé, prévu pour relier Rhin et Meuse.

## Histoire

### Fondation
L'abbaye est fondée par l'arrivée, le 31 janvier 1123, de douze moines cisterciens depuis l'abbaye de Morimond, en Haute-Marne. Ils viennent fonder l'abbaye à l'initiative de l'archevêque de Cologne, Frédéric.

### Au Moyen Âge
L'abbaye attire de nombreux paysans qui se placent sous son autorité suivant le régime du métayage : ils bénéficiaient ainsi des vastes connaissances agraires des moines (charrue à soc de fer, vergers en terrasses, moulins à vent, salades, etc.).
L'abbaye de Kamp est très féconde, et fonde directement quatorze autres abbayes-filles. À leur tour, celles-ci en fondent d'autres. Au total, l'abbaye compte soixante-six abbayes d'hommes dans sa filiation, et plus d'une centaine en tout, en Allemagne, Pologne, Lettonie, Estonie, République tchèque, aux Pays-Bas et en Belgique. L'abbaye est donc un vecteur puissant du monachisme occidental, mais aussi plus généralement de la culture occidentale médiévale en Europe centrale et balte.

### À l'époque moderne
Durant la guerre de Cologne, entre 1582 et 1589 l'abbaye est détruite par les belligérants. Elle n'est reconstruite qu'après les traités de Westphalie de 1648, et connaît immédiatement une grande prospérité, lui permettant même l'établissement d'une juridiction indépendante. Les criminels en fuite cherchaient à atteindre les « croix de l'immunité », marquant la limite du domaine monastique, où la justice était exercée de manière beaucoup moins rigoureuse.

### La sécularisation

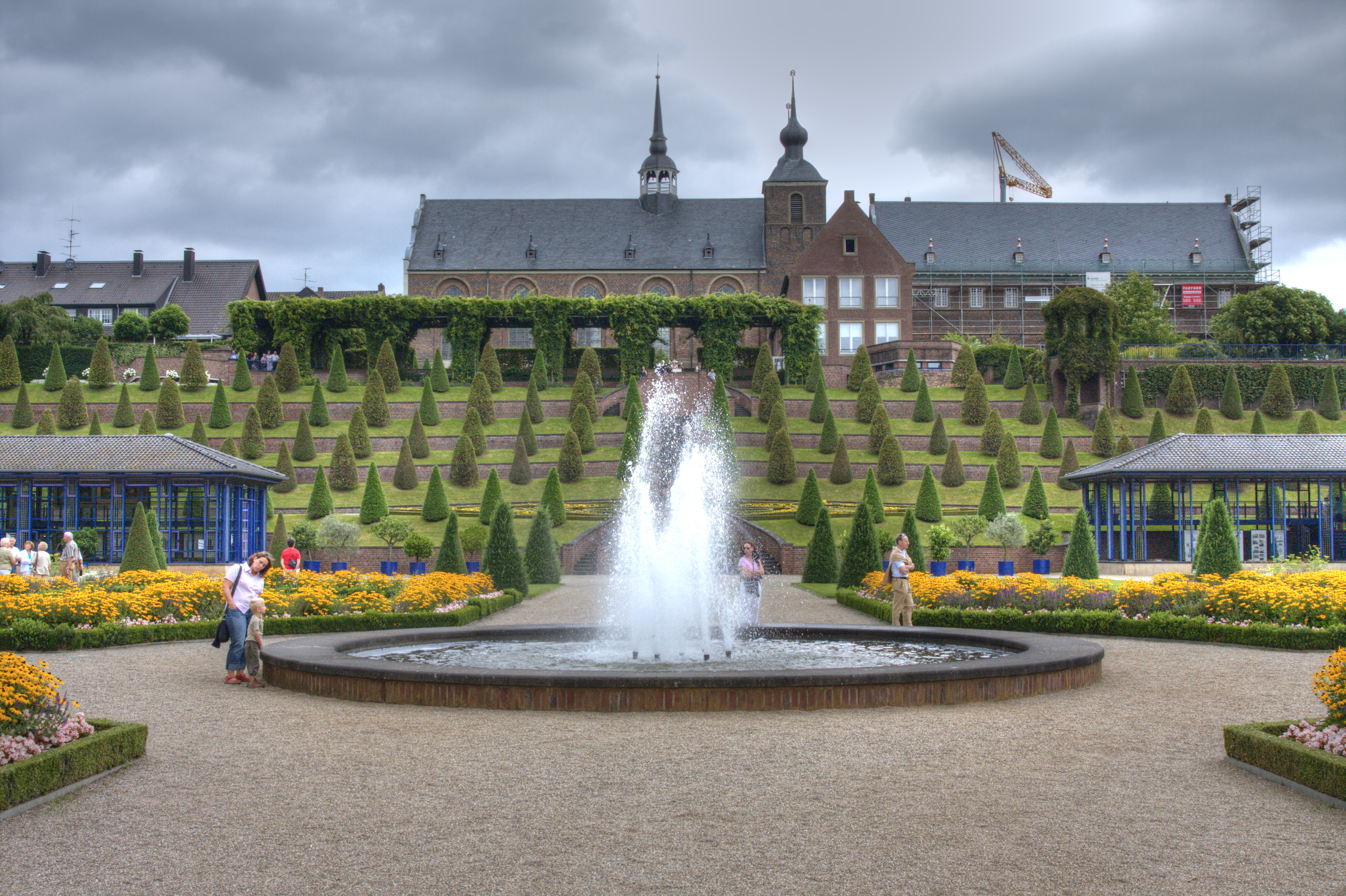
Le jardin en terrasses de l'abbaye.

L'abbaye est sécularisée par les troupes de Napoléon : les biens sont tous nationalisés et les moines chassés. Les bâtiments sont vendus aux enchères pour être démolis, et servent de carrière de pierre. Seules sont conservées la chapelle et l'aile des malades.

### La période carmélite
En 1954, l'évêque de Münster, Michael Keller (de), fait venir des carmes pour relancer la vie monastique à l'abbaye. Ceux-ci restent jusqu'en 2003, date à laquelle ils quittent le lieu faute de vocations ; l'abbaye devient alors un centre de rencontre chrétien géré par le diocèse.

### Événements historiques
- La bataille de Kloster Kampen